# O'Reilly Media
O'Reilly Media (trước đây là O'Reilly & Associates) là một công ty truyền thông Hoa Kỳ được thành lập bởi Tim O'Reilly chuyên về xuất bản sách và các trang web và tổ chức hội thảo về chủ đề công nghệ máy tính. Thương hiệu đặc trưng của họ là hình khắc gỗ của một con vật trên trang bìa.